# Har Josifon
Har Josifon (hebrejsky: הר יוסיפון, arabsky: تل يوسف, Tal Jusuf) je hora sopečného původu o nadmořské výšce 981 metrů na Golanských výšinách, na syrském území od roku 1967 obsazeným Izraelem.
Nachází se ve východní části Golanských výšin, 12 kilometrů východně od města Kacrin a 23 kilometrů jižně od města Madždal Šams, cca 5 kilometrů od linie izraelské kontroly. Jde o řídce zalidněnou krajinu. Nejbližším sídlem je vesnice Ortal 4 kilometry severozápadním směrem a Alonej ha-Bašan na jihovýchodní straně. Ze severu horu míjí lokální silnice 9099, jež pak východně odtud ústí do dálnice číslo 98.
Har Josifon je součástí pásu vrcholů sopečného původu, které lemují východní okraj Golanských výšin. Jde o izolovaný odlesněný kužel, který vystupuje cca 200 metrů nad okolní planinu. Z vrcholu se nabízí kruhový výhled na Golanské výšiny i do vnitrozemí Sýrie. V okolí kopce se nacházejí prameniště vodního toku Nachal Josifon, na kterém je jihozápadně odtud umělá nádrž Ma'agar Josifon (מאגר יוסיפון) určená pro záchyt dešťových vod.
Jméno hory je odvozeno od starověkého díla Flavia Iosepha, který popsal židovské osídlení na dnešních Golanech v době okolo přelomu křesťanského letopočtu. Původně se plánováno použít prostý hebrejský překlad původního arabského místního názvu Tal Jusuf-Tel Josef, ale vládní výbor pro pojmenování to odmítl, protože by mohlo docházet k záměně s obcí Tel Josef v severním Izraeli. Během jomkipurské války v roce 1973 se v okolí Har Josifon odehrávaly těžké boje mezi izraelskou armádou a syrskými vojsky. Nachází se tu pomník vojákům z 679. brigády pod vedením Uriho Ora.